# Willy Schärer

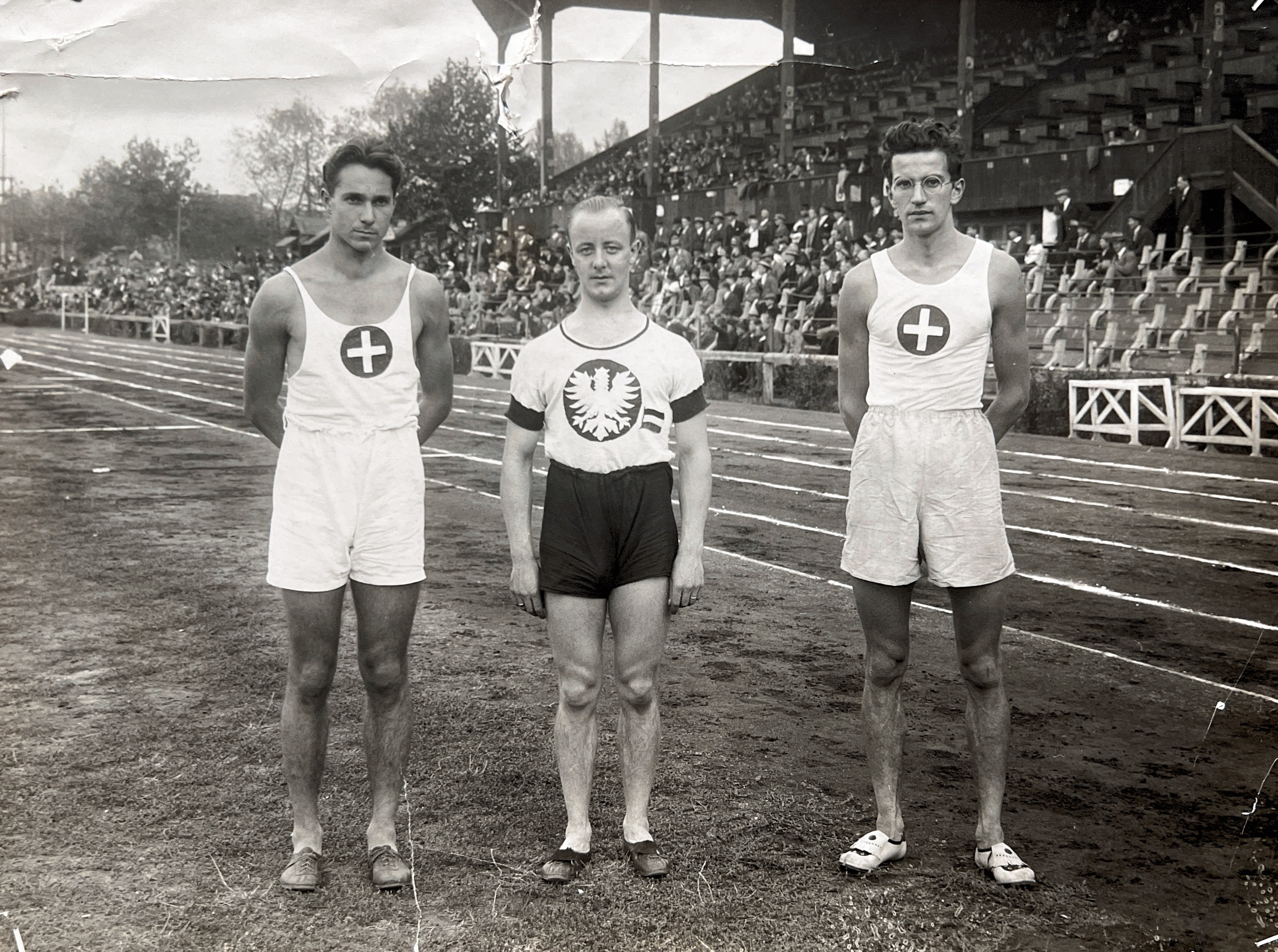
Ein hundertjähriges Foto: Willy Schaerer (rechts) und Mitstreiter bei den Olympischen Spielen 1924 in Paris.

Wilhelm «Willy» Schärer (* 20. September 1903 in Bern; † 26. November 1982 ebenda) war ein Schweizer Leichtathlet, spezialisiert auf den 1500-Meter-Lauf. Bei den Olympischen Spielen 1924 in Paris gewann der Berner hinter dem Finnen Paavo Nurmi die Silbermedaille. Schärer verbesserte in diesem Lauf seinen Schweizer Rekord um 6,8 Sekunden. Seine Zeit von 3:55,0 min blieb bis 1949 als Schweizer Rekord bestehen.
Er war überdies nicht nur sehr sportlich, sondern auch ein mehr als passionierter Hobby-Astronom, der dank seiner Ausbildung als Maschinentechniker (am damaligen Technikum Burgdorf), seine Teleskope und die dazugehörigen Montierungen gleich selber baute. Eines davon kann noch heute in der "historischen Sternwarte Uecht" auf dem Längenberg bei Bern besichtigt werden.  